# فراشة الدانوب الصفراء الغائمة
فراشة الدانوب الصفراء الغائمة (الاسم العلمي Colias myrmidone)، نوع فراش من حرشفيات الأجنحة وفصيلة الكرنبيات. يمتد موطنها من غرب آسيا، ووصولًا إلى جنوب روسيا، وأوكرانيا والمجر، ومرورًا إلى النمسا وجبال جورا بالقرب من ريغنسبورغ في ألمانيا.
يبلغ طول جناحيها 44-50 ملم. تسرح الفراشة في شهر مايو ومرة أخرى من يوليو إلى أغسطس خلال جيلين.

## روابط خارجية
- Taxonomy and photos
- Fauna Europaea